# Jiří Králík
Jiří Králík (* 11. dubna 1952 Gottwaldov) je bývalý československý hokejový brankář. V roce 2010 byl uveden do Síně slávy českého hokeje. Ligovým hokejistou byl i jeho starší bratr Václav.

## Hráčská kariéra
Hrál za TJ Gottwaldov (1963–1976 a 1983–1985, střídavě v první a druhé lize) a Duklu Jihlava (1976–1983), kde dorostl do pozice reprezentačního brankáře.
V ligové soutěži odehrál 12 sezón, 420 utkání. Je mistrem ČSSR z let 1982 a 1983.
Československo reprezentoval v 103 zápasech, zúčastnil se mistrovství světa v letech 1979, 1982 (nejlepší brankář turnaje), 1983 (ve všech letech stříbrná medaile) a 1985 (nejlepší brankář turnaje a titul mistra světa).
Hrál rovněž na zimních olympijských hrách v letech 1980 (5. místo) a 1984 (stříbrná medaile). Na ZOH 1984 v Sarajevu byl vlajkonošem československé výpravy na zahajovacím ceremoniálu.
Zúčastnil se Kanadského poháru 1981 (semifinále).
Po MS 1985 odešel do týmu hokejové Bundesligy SB Rosenheim, kde také v roce 1987 ukončil svoji hráčskou kariéru.

## Další činnost
V roce 2003 se podílel na dokumentu České televize Hokej v srdci – Srdce v hokeji.
V roce 2005 byl iniciátorem a organizátorem vzniku ankety Osobnost roku ve Zlínském kraji. Roku 2021 sám toto ocenění získal.